# Велоспорт на літніх Олімпійських іграх 1984
У змаганнях з велоспорту на літніх Олімпійських іграх 1984 у Лос-Анджелесі розіграно 8 комплектів нагород у двох видах: шосейний велоспорт і велоспорт на треку. Уперше проведено змагання серед жінок, а серед чоловіків уперше проведено гонку за очками.

## Шосейний велоспорт

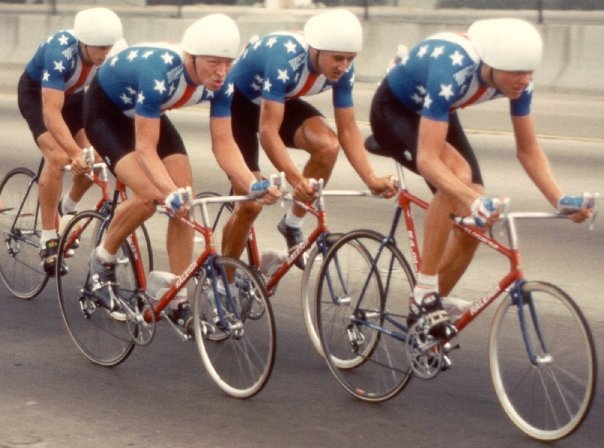
Роздільна командна гонка серед чоловіків (збірна США)

### Чоловіки
| Дисципліни               | Золото                                                                      | Срібло                                                                  | Бронза                                                      |
| ------------------------ | --------------------------------------------------------------------------- | ----------------------------------------------------------------------- | ----------------------------------------------------------- |
| Групова гонка            | Алексі Ґревол · США                                                         | Стів Бауер · Канада                                                     | Даґ Отто Леурітсен · Норвегія                               |
| Роздільна командна гонка | Італія (ITA) Марчелло Барталіні Марко Джованетті Ерос Полі Клаудіо Ванделлі | Швейцарія (SUI) Альфред Ахерманн Ріхард Трінклер Лоран Віаль Бенно Вісс | США (USA) Рон Кіфель Кларенс Нікмен Девіс Фінні Ендрю Вівер |

### Жінки
| Дисципліни    | Золото                | Срібло              | Бронза                             |
| ------------- | --------------------- | ------------------- | ---------------------------------- |
| Групова гонка | Конні Карпентер · США | Ребекка Твіґґ · США | Сандра Шумахер · Західна Німеччина |

## Велоспорт на треку
| Дисципліни                         | Золото                                                          | Срібло                                                                   | Бронза                                                            |
| ---------------------------------- | --------------------------------------------------------------- | ------------------------------------------------------------------------ | ----------------------------------------------------------------- |
| гонка за очками                    | Роже Ілеґемс · Бельгія                                          | Уве Месершмідт · Західна Німеччина                                       | Хосе Юшиматс · Мексика                                            |
| Індивідуальна гонка переслідування | Стів Геґґ · США                                                 | Рольф Ґельц · Західна Німеччина                                          | Леонард Нітц · США                                                |
| Pursuit, team                      | Австралія (AUS) Майкл Ґренда Кевін Ніколс Майкл Туртур Дін Вудс | США (USA) Девід Ґріллс Стів Геґґ Патрік Макдона Леонард Нітц Брент Емері | ФРН (FRG) Райнгард Альбер Рольф Ґельц Роланд Ґюнтер Міхаель Маркс |
| Спринт                             | Марк Ґорскі · США                                               | Нелсон Вейлс · США                                                       | Цутому Сакамото · Японія                                          |
| гіт на 1 км                        | Фреді Шмідтке · Західна Німеччина                               | Курт Гарнетт · Канада                                                    | Фабріс Кола · Франція                                             |

## Країни, що взяли участь
Змагалися 359 велогонщиків і велогонщиць з 54-х країн.
| - Антигуа і Барбуда (3) - Аргентина (8) - Австралія (12) - Австрія (9) - Барбадос (1) - Бельгія (8) - Беліз (6) - Бермудські Острови (3) - Бразилія (7) - Камерун (5) - Канада (13) - Кайманові Острови (6) - Чилі (7) - Китай (7) |  | - Китайський Тайбей (2) - Колумбія (7) - Кіпр (1) - Данія (13) - Фіджі (1) - Фінляндія (5) - Франція (17) - Велика Британія (16) - Греція (2) - Гватемала (1) - Гвіана (3) - Гонконг (4) - Ірландія (5) |  | - Італія (21) - Ямайка (5) - Японія (9) - Ліван (1) - Малайзія (1) - Малаві (4) - Мексика (8) - Марокко (4) - Нідерланди (16) - Нова Зеландія (7) - Норвегія (10) - Перу (1) - Філіппіни (4) - Пуерто-Рико (1) |  | - Сан-Марино (1) - Саудівська Аравія (6) - Південна Корея (10) - Іспанія (4) - Швеція (11) - Швейцарія (12) - Тринідад і Тобаго (1) - Уганда (2) - Уругвай (1) - США (20) - Венесуела (2) - Західна Німеччина (20) - Югославія (6) |

## Таблиця медалей
| Місце               | Країна              | Золото | Срібло | Бронза | Загалом |
| ------------------- | ------------------- | ------ | ------ | ------ | ------- |
| 1                   | США (USA)           | 4      | 3      | 2      | 9       |
| 2                   | ФРН (FRG)           | 1      | 2      | 2      | 5       |
| 3                   | Італія (ITA)        | 1      | 0      | 0      | 1       |
| 3                   | Австралія (AUS)     | 1      | 0      | 0      | 1       |
| 3                   | Бельгія (BEL)       | 1      | 0      | 0      | 1       |
| 6                   | Канада (CAN)        | 0      | 2      | 0      | 2       |
| 7                   | Швейцарія (SUI)     | 0      | 1      | 0      | 1       |
| 8                   | Мексика (MEX)       | 0      | 0      | 1      | 1       |
| 8                   | Норвегія (NOR)      | 0      | 0      | 1      | 1       |
| 8                   | Франція (FRA)       | 0      | 0      | 1      | 1       |
| 8                   | Японія (JPN)        | 0      | 0      | 1      | 1       |
| Загалом (11 збірна) | Загалом (11 збірна) | 8      | 8      | 8      | 24      |